# Гамринский, Амирхан Алиханович
Гамринский Амирхан Алиханович (кум. Амирхан Алиханны уланы) родился в 1898 г. в селении Утамыш, Кайтаго- Табасаранского округа. Потомок кумыкских беков, революционер, участник гражданской войны.

## Биография
Амирхан Гамринский родился в 1898 г. в селении Утамыш Кайтаго- Табасаранского округа в разорившейся бекской семье, которая вынуждена была заниматься отходничеством. У Гамринского рано проявились способности и большая тяга к учёбе. Прогрессивно настроенные родители определили Амирхана в русскую школу, открытую в соседнем Каякенте. Учительница Анна Ивановна Савина помогла своему любимому ученику поступить в Темир-Хан-Шуринское реальное училище. Здесь он дружит с А. Измайловым, И. Махмудовым, А. Алхазовым, А. Далгатом и другими революционно настроенными реалистами.
В 1918 году, окончив реальное училище, Амирхан возвращается в Утамыш и прилагает все усилия, чтобы вовлечь утамышцев в активную борьбу за установление Советской власти. А. Гамринский принимал активное участие и в работе первого съезда народов Востока, который состоялся в Азербайджане. В 1920 году Амирхан вернулся в Дагестан, вошел в состав правительства, занимал ответственные посты в партийных и советских органах.
В декабре 1937 на Амирхана приходит донос, после чего его задерживают, в январе 1938 года расстрелян.